# Ásgeir
Ásgeir Trausti, właśc. Ásgeir Trausti Einarsson (ur. 1 lipca 1992 w Laugarbakki) – islandzki piosenkarz mieszkający w Reykjavíku, autor tekstów, muzyk indie folkowy.
Artysta wystąpił w Polsce pod koniec marca 2014.

## Dyskografia
Albumy studyjne
- 2012: Dýrð í dauðaþögn
- 2013: In the Silence
- 2017: Afterglow

Minialbumy
- 2013: The Toe Rag Acoustic Sessions (3 nagrania na żywo, format cyfrowy)

Single
- 2012: „Sumargestur”, „Leyndarmál”, „Dýrð í dauðaþögn”, „Hvítir skór”
- 2013: „Nýfallið regn”, „Hærra”, „Heimförin”, „King and Cross”, „Torrent”
- 2014: „Going Home”, „Here It Comes”, „Frá mér til ykkar”